# Никола Сребрев
Никола Манев Сребрев е български революционер, деец на Вътрешната македоно-одринска революционна организация.

## Биография
Никола Сребрев е роден в 1868 година в централномакедонския български град Велес, тогава в Османската империя, днес в Република Северна Македония. Присъединява се към ВМОРО и е десетар на Организацията във Велес. Прекарва четници и оръжие през Вардара, укрива ранени четници. Заедно с Михаил Ив. Дерменджиев е арестуван от властите, но след голям подкуп на каймакамина е осъден само на 9 месеца затвор. Участва като милиционер в сраженията при Ораовец и на други места. По време на сръбското управление е арестуван като български революционер и изтезаван. След убийството на Велимир Прелич в 1928 година отново е тормозен от властите.
На 24 март 1943 година, като жител на Скопие, подава молба за българска народна пенсия, която е одобрена и пенсията е отпусната от Министерския съвет на Царство България.